# Asclepias crassicoronata
Asclepias crassicoronata är en oleanderväxtart som beskrevs av Goyder. Asclepias crassicoronata ingår i släktet sidenörter, och familjen oleanderväxter. Inga underarter finns listade i Catalogue of Life.